# قنيبرة حلبية
القنيبرة الحلبية (باللاتينية: Cardaria chalepensis) أو القنيبرة الحادة نويع الحلبية (باللاتينية: Cardaria draba subsp. chalepensis)
نوع نباتي يتبع جنس القنيبرة من الفصيلة الصليبية.

## البيئة والانتشار
- موطنها بلاد الشام وسيناء وبعض مناطق القوقاز.[3]

## مرادفات للاسم العلمي
- (باللاتينية: Lepidium chalepense L.)
- (باللاتينية: Cardaria draba subsp. chalepensis)
- (باللاتينية: Cardaria boissieri (N. Busch) Latsch.)
- (باللاتينية: Lepidium boissieri N. Busch)